# Jacob Haafner
Jacob Gottfried Haafner (* 13. Mai 1754 in Halle an der Saale; † 4. September 1809 in Amsterdam) war ein deutsch-niederländischer Ostindienfahrer und Reiseschriftsteller.

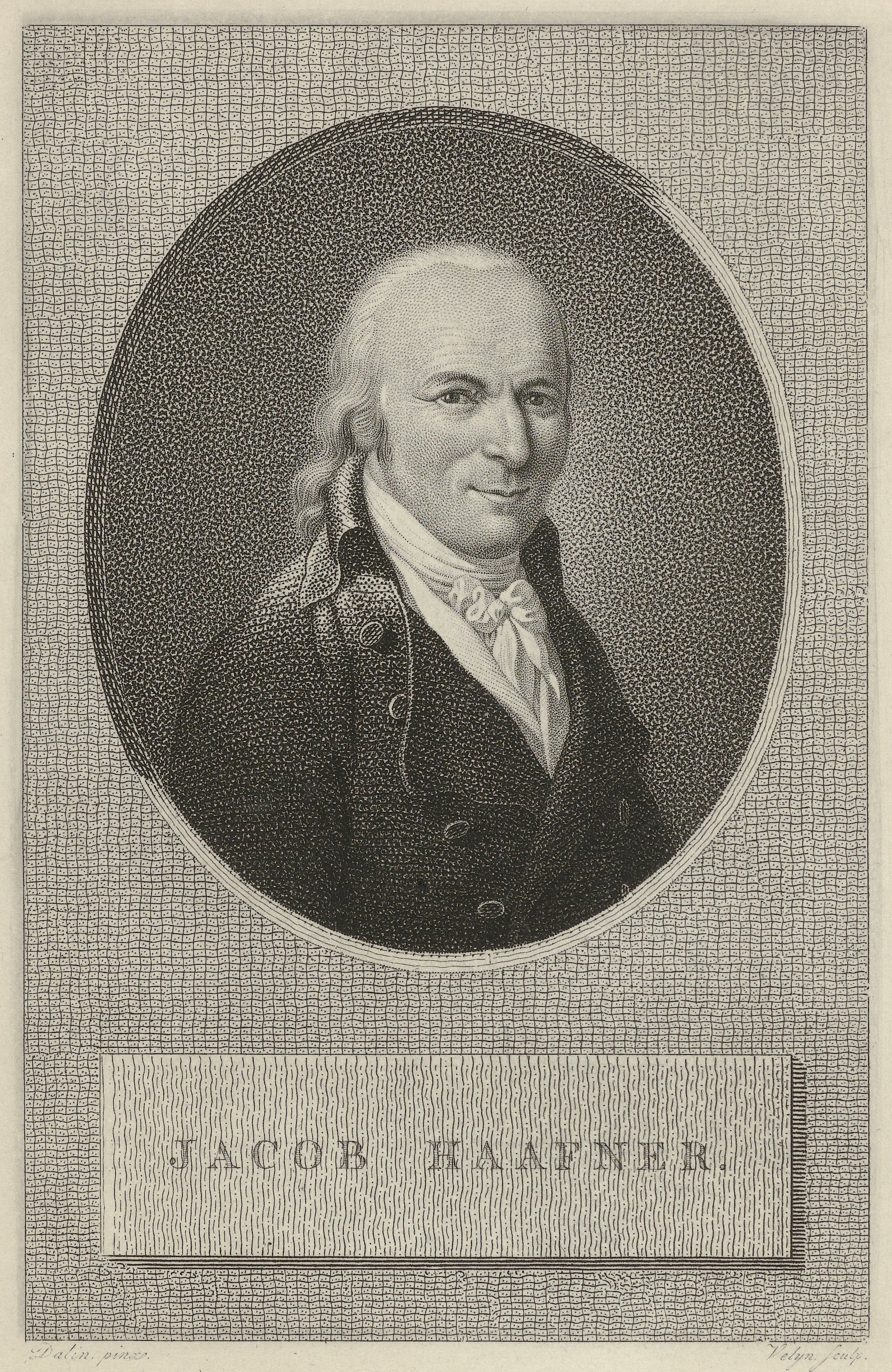
Jacob Haafner um 1800

## Leben
Haafner wuchs in konfessionell und wirtschaftlich schwierigen Verhältnissen auf: Der Vater, von seinen katholischen, elsässischen Eltern zum Mönch bestimmt, war dem Kloster entlaufen und hatte in Halle Medizin studiert. Als sich ein Kind (Jacob Haafner) ankündigte, heiratete er und nahm die lutherische Konfession an, was zur Enterbung durch die Eltern führte. Da sich die Praxis des Vaters in Halle, Emden und Amsterdam, wohin die Familie umgesiedelt war, nicht wie gewünscht entwickelte, trat dieser im Jahre 1766 als Schiffsarzt bei der Niederländischen Ostindien-Kompagnie ein. Auf der Fahrt nach Indien – der älteste Sohn Jacob begleitete ihn – starb der Vater an Bord vor dem südafrikanischen Kap; Haafner war damit im Alter von 13 Jahren auf sich alleine gestellt.

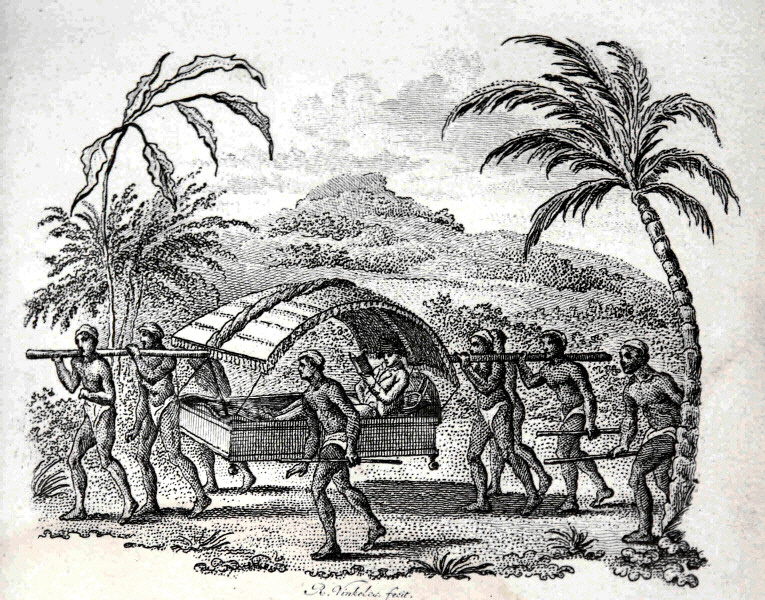
Haafner auf Reisen in einem Palankin (einer Art Sänfte)

In seinem mehrbändigen Werk vor allem biografisch-romanhafter Natur, das er nach der Rückkehr in die holländische Heimat verfasste, schildert Haafner auf der Grundlage seiner Aufzeichnungen in fünf Bänden die 23 Jahre seines Lebens in Asien in einer Fülle lebendig erzählter Szenen und Fakten. Vor dem Auge des Lesers entsteht facettenreich, oftmals packend und bisweilen ergreifend das damalige Leben an Bord der Schiffe und in den Handelskontoren, aber vor allem auch die Welt der südindischen, bengalischen, indonesischen und singhalesischen Einheimischen.
Haafners Sprachbegabung – er beherrschte neben Kenntnissen in Latein und Sanskrit Französisch, Deutsch, Niederländisch, Englisch und Tamil und besaß Grundkenntnisse des Malaiischen und Singhalesischen – bürgte für die Authentizität seiner Berichte, und die Zeitgenossen schätzten ihn trotz der schier unglaublichen Fülle von Erlebnissen wegen seiner wachen, unvoreingenommenen Auffassungsgabe. Der Realitätsgehalt und die Selbständigkeit von Haafners Berichten wurden im Rahmen der niederländischen und deutschen Neuausgaben oft bis ins Detail bestätigt; Literaturanleihen konnten nicht nachgewiesen werden.
Durch die Entwertung der französischen Staatspapiere im Jahre 1796 verarmt, musste Haafner sich in den letzten Lebensjahren mit seiner Familie in Amsterdam zuweilen mühsam durchschlagen. Nach seinem Tod aufgrund eines Herzleidens im Jahre 1809 übernahm der Sohn die Veröffentlichung der nachgelassenen Schriften.

## Rezeption
Haafner gehört zu den frühromantischen Autoren der Niederlande, die – selten für die niederländische Literatur – im Ausland Widerhall fanden. Aufgrund seiner Detailtreue gilt er als wertvoller Zeitzeuge; seine radikale Kolonialkritik, die später in Multatuli ihren bekanntesten Vertreter fand, sein unbedingtes Eintreten für die Rechte der Einheimischen und sein als fraai („schön“) und boeiend („spannend“) gelobter Stil machten ihn trotz mancher Schwächen der Darstellung bis heute zu einem menschlich und literarisch bedeutenden Autor seiner Zeit.

## Werke
Einzelausgaben
- Thomas Kohl (Hrsg.): Reise in einem Palankin. Erlebnisse und Begebenheiten auf einer Reise längs der Koromandelküste Südindiens. („Reize in eenen Palanquin“). Gutenberg-Buchhandlung, Mainz 2003, ISBN 3-923961-10-3.
- Thomas Kohl (Hrsg.): Reise nach Bengalen und Rückreise nach Europa. Anhand seiner nachgelassenen Papiere. („Reize naar Bengalen en terugreize naar Europa“). Gutenberg-Buchhandlung, Mainz 2004, ISBN 3-923961-11-1.
- Thomas Kohl (Hrsg.): Reise zu Fuß durch die Insel Ceylon. („Reize to voet door het eiland Ceilon“). Gutenberg-Buchhandlung, Mainz 2004, ISBN 3-923961-12-X.
- Thomas Kohl (Hrsg.): Erlebnisse und frühere Seereisen. Aufgrund der Papiere im Nachlass herausgegeben von C. M. Haafner. („Lotgevallen en vroegere Zeereizen“). Gutenberg-Buchhandlung, Mainz 2006, ISBN 3-923961-13-8.
- Thomas Kohl (Hrsg.): Erlebnisse auf einer Reise von Madras nach Ceylon. („Lotgevallen op eene reize van Madras over Tranquelaar naar het eiland Ceilon“). Gutenberg-Buchhandlung, Mainz 2006, ISBN 3-923961-14-6.

Werkausgaben
- Jaap A. de Moor, Paul G. van der Velde (Hrsg.): De werken van Jacob Haafner. Edition Walburg, Zutphen 1992/97 (3 Bde.).

1. 1992, ISBN 90-6011-777-8 (= Werken van de Linschoten-Vereeniging; Bd. 91).
2. 1995, ISBN 90-6011-943-6 (= Werken van de Linschoten-Vereeniging; Bd. 94).
3. 1997, ISBN 90-6011-994-0 (= Werken van de Linschoten-Vereeniging; Bd. 96).

- Jaap A. de Moor, Paul G. van der Velde (Hrsg.): Verhandeling over het nut der zendelingen en zendelings-genootschapen. Een kritiek op zending en kolonialisme. Verloren, Hilversum 1993, ISBN 90-6550-377-3 (Nachdr. d. Ausg. Haarlem 1807).